# モウォン
モウォン（ハイチ語: Mowon, 仏: Moron）はハイチ南西部グランダンス県ジェレミー郡の内陸のコミーン（komin, 基礎自治体）。ジェレミーの西のグランダンス川中流域にあり、村の中心地とジェレミー市街との距離は約14kmで、北にボンボン、北西にアブリコ、西にシャンベラン・アンスデノー、南西にレジワ及び南県シャドニエ郡チビウォン、南西にザングレと接する。 2015年の推定人口は 31,157 人。
18世紀後半（1787年）にキュラソー島経由でジェレミーに入植したポルトガル出身のセファルディムのユダヤ人のラビにより村が建設されたという伝承がある。

## 脚註
1. 1 2  “Haiti: administrative units, extended”.   geoHive. 2016年10月5日時点のオリジナルよりアーカイブ。2023年11月14日閲覧。
2. ↑  Paolo Bernardini, Norman Fiering, The Jews and the Expansion of Europe to the West, 1450 to 1800, p.309, Berghahn Books, 2001. ISBN 9781571814302